# Географія Нігеру
Нігер — західноафриканська країна, що знаходиться у центральній частині континенту . Загальна площа країни 1 267 000 км² (22-ге місце у світі), з яких на суходіл припадає 1 266 700 км², а на поверхню внутрішніх вод — 300 км². Площа країни майже вдвічі більша за площу України. 

## Назва
Офіційна назва — Республіка Нігер, Нігер (фр. Republique du Niger, Niger; хауса Nijar). Назва країни походить від гідроніму Нігер, великої річки що тече територією країни і на античних картах Птолемея була підписана як «Н-Гер». Ця форма близька до сучасної туарезької назви річки — Анеггер. Проте правильність вихідної форми, її значення і метаморфози, що відбувалися з нею остаточно не встановлені. Назву часто помилково пов'язують зі словом лат. niger‎ — чорний, посилаючись на темну шкіру жителів регіону.

## Географічне положення

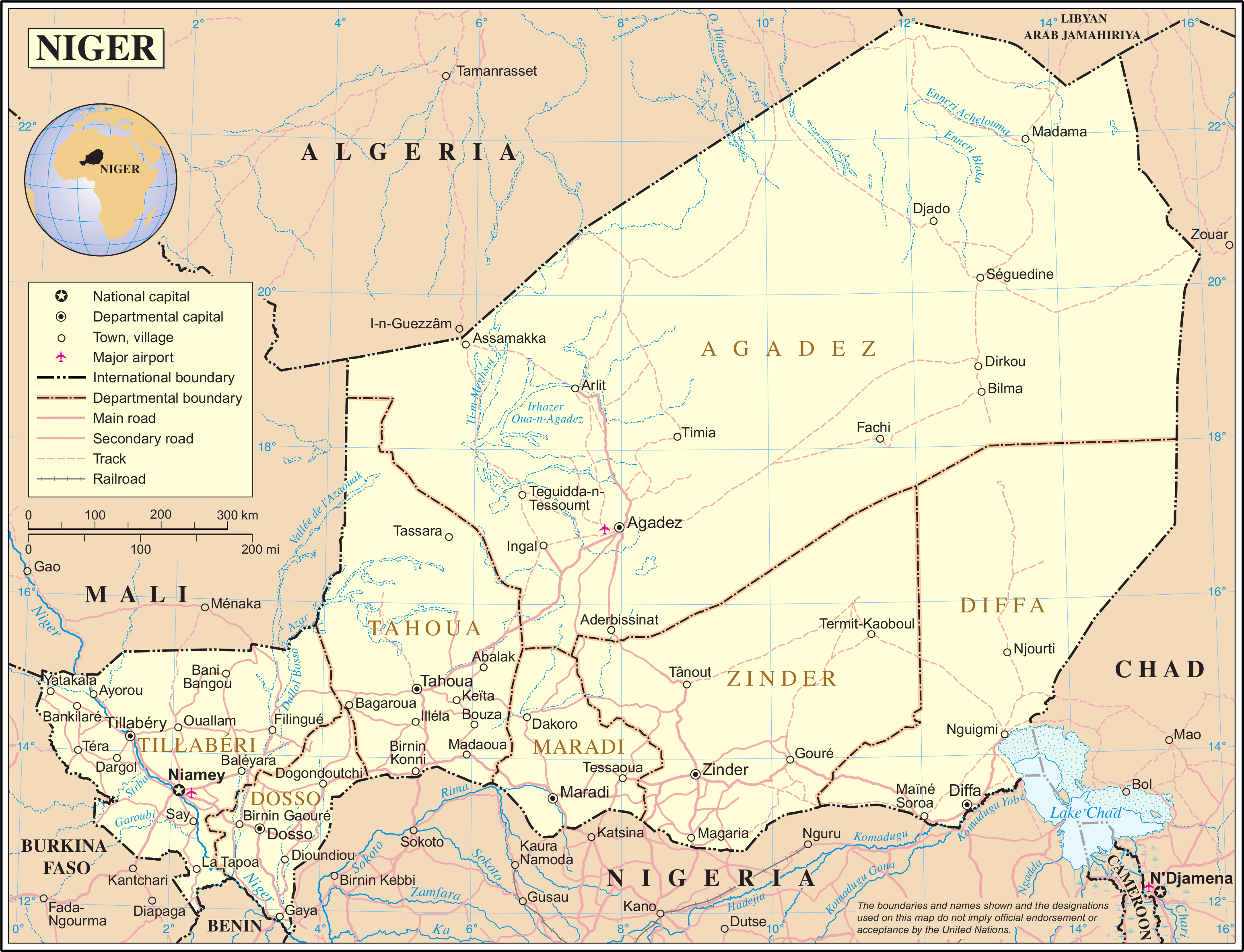
Карта Нігеру від ООН

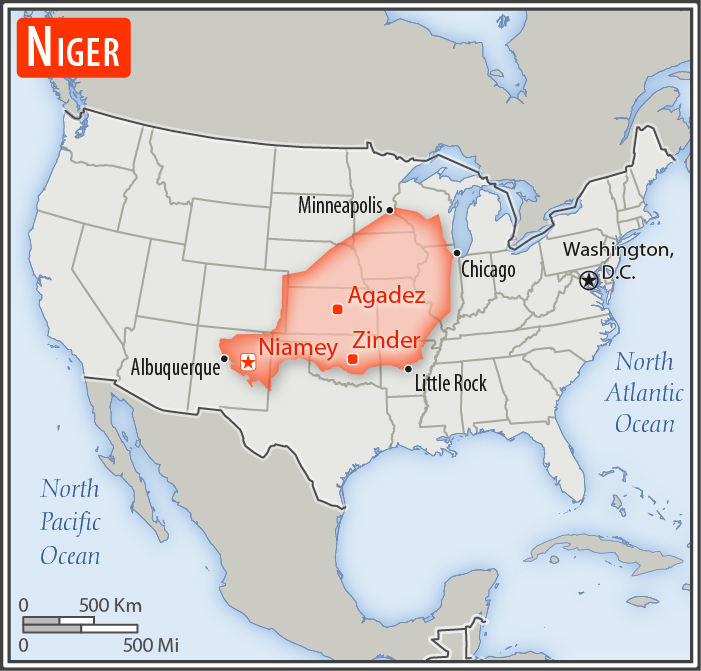
Порівняння розмірів території Нігеру та США

Нігер — західноафриканська країна, що межує з сімома іншими країнами: на півночі — з Алжиром (спільний кордон — 951 км) і Лівією (342 км), на сході — з Чадом (1196 км), на півдні — з Нігерією (1608 км), на півдненному сході — з Беніном (277 км) і Буркіна-Фасо (622 км), на сході — з Малі (838 км). Загальна довжина державного кордону — 5834 км. Країна не має виходу до вод Світового океану.

### Час
Час у Нігері: UTC+1 (-1 година різниці часу з Києвом).

## Геологія

Трог Бенуе, частина Центральноафриканської рифтової системи

### Корисні копалини
Надра Нігеру багаті на ряд корисних копалин: уранові руди, кам'яне вугілля, залізну руду, олово, фосфати, золото, молібден, гіпс, кам'яну сіль, нафту.

## Рельєф
Середні висоти — 474 м; найнижча точка — уріз вод річки Нігер (200 м); найвища точка — гора Ідукаль-Тангес (2022 м).

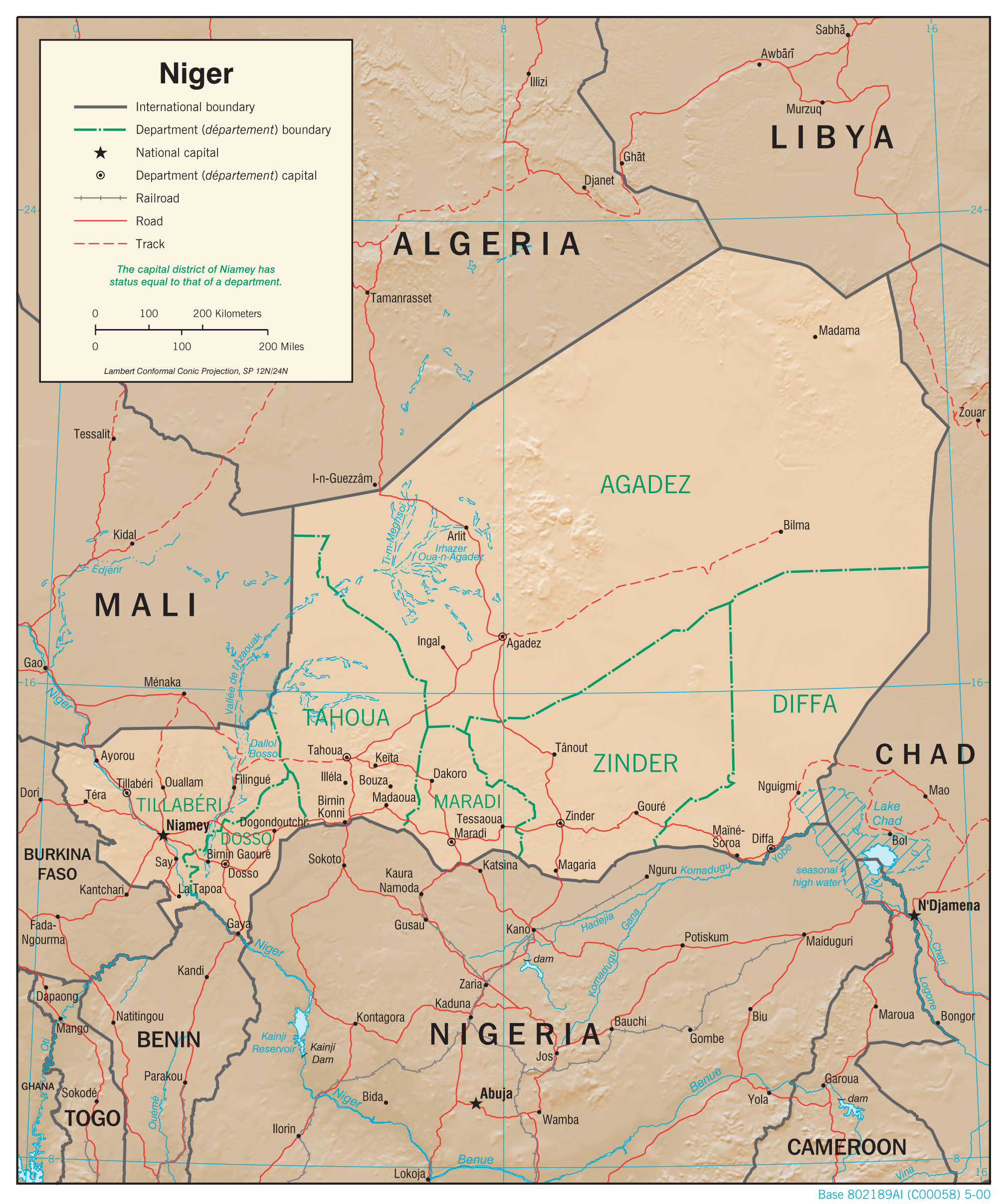
Рельєф Нігеру
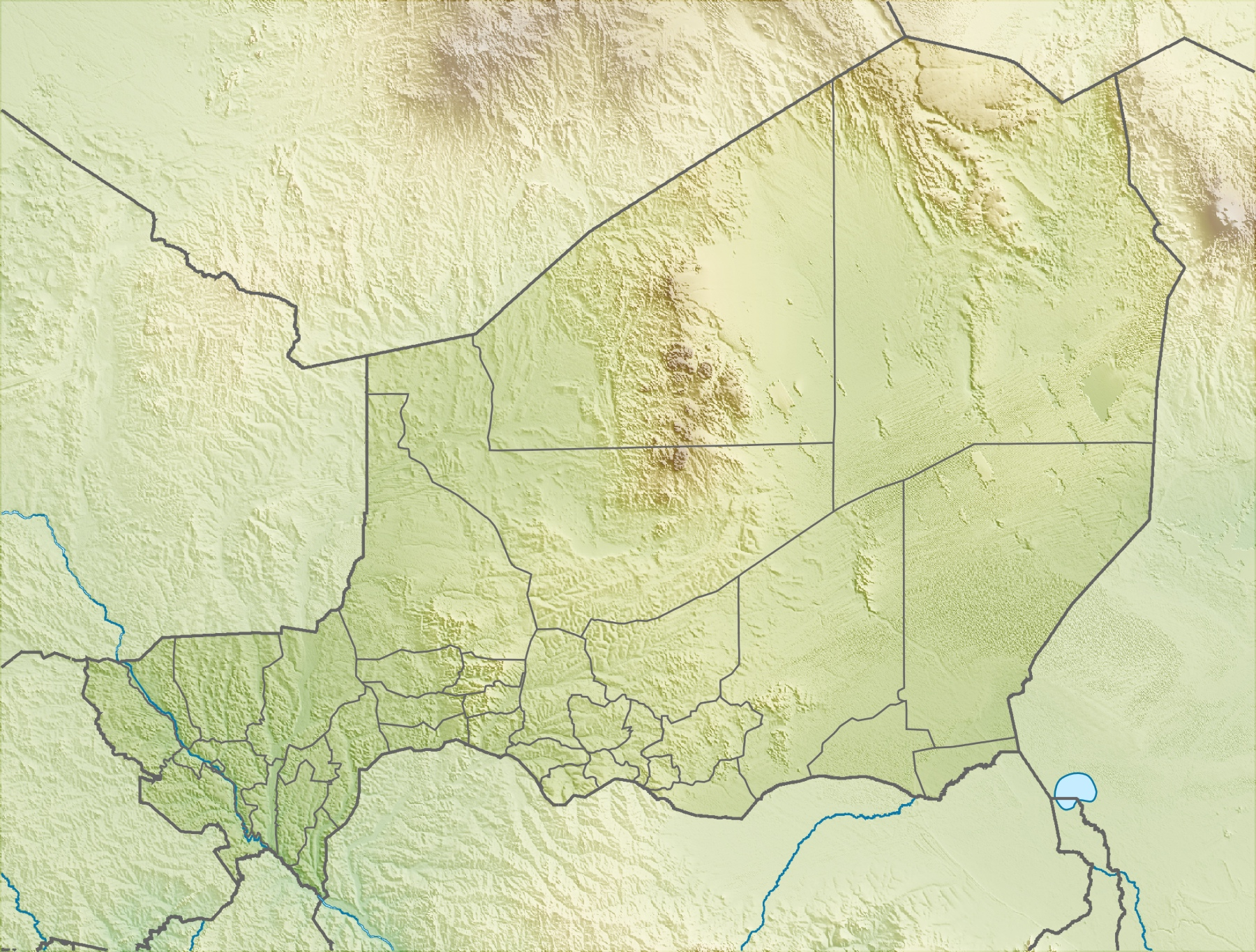
Гіпсометрична карта  Нігеру
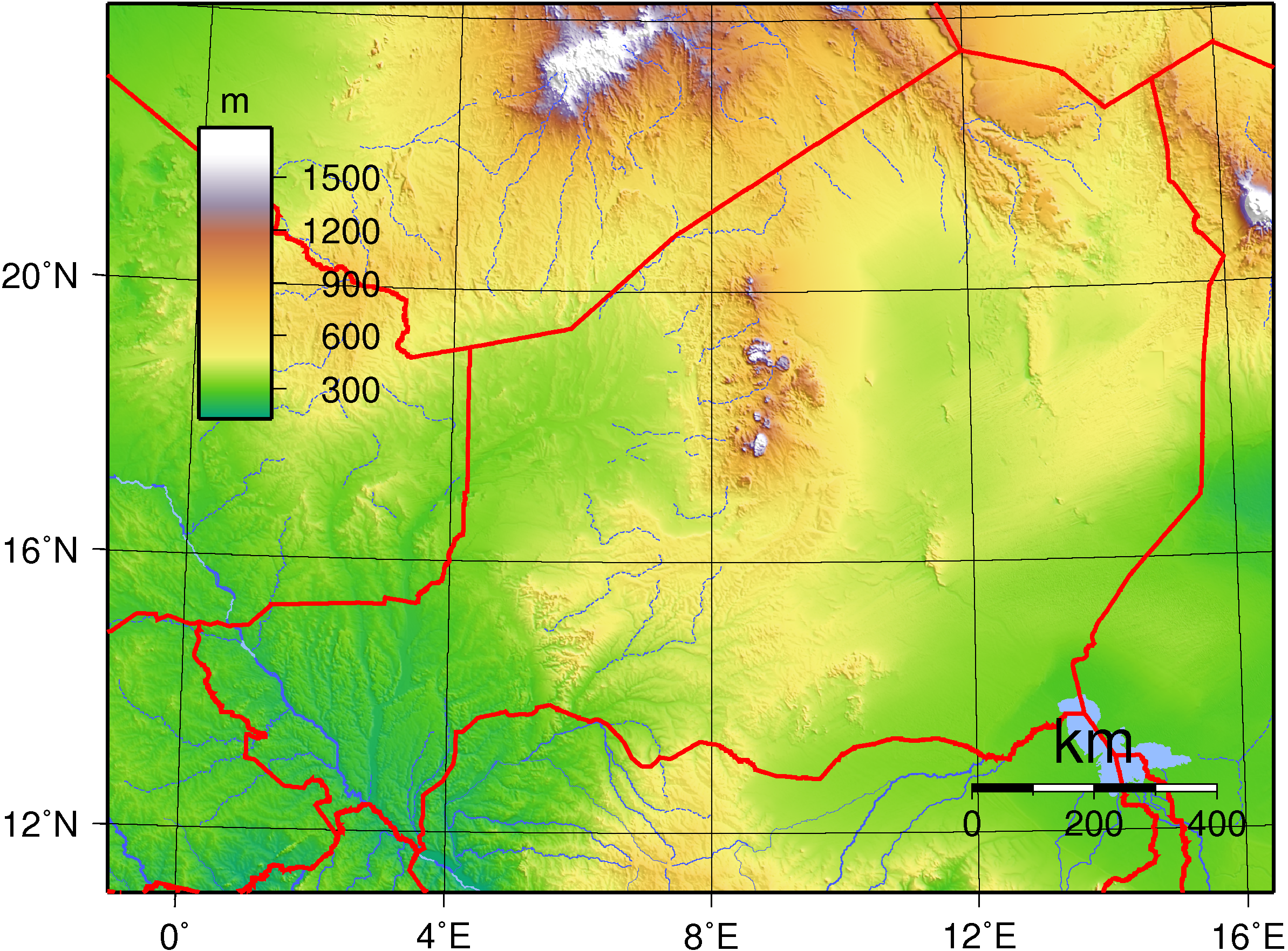
Рельєф Нігеру
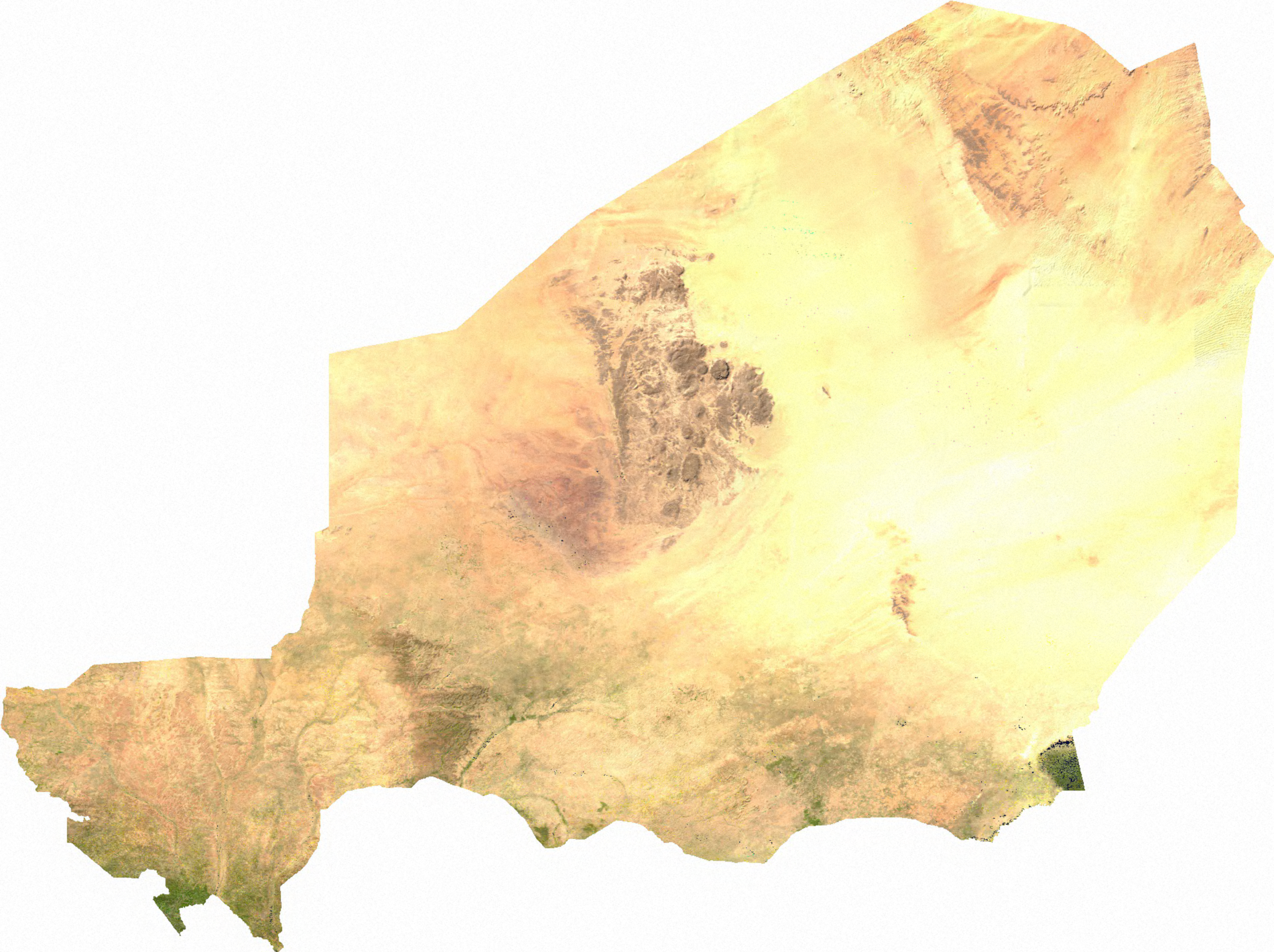
Супутниковий знімок поверхні країни
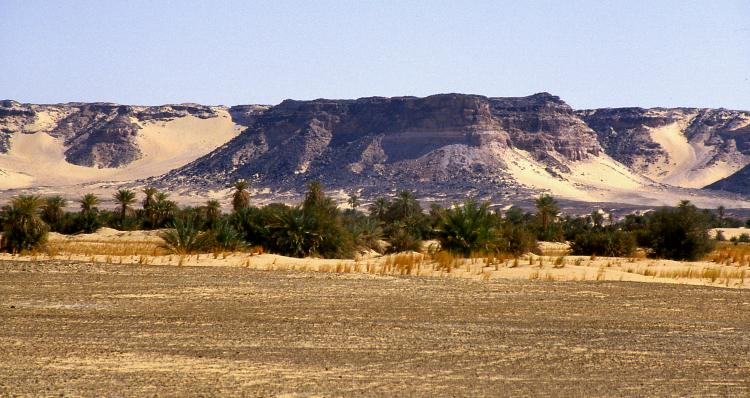
Ескарп Кавар обумовлює утворення оаз в пустелі Тенере
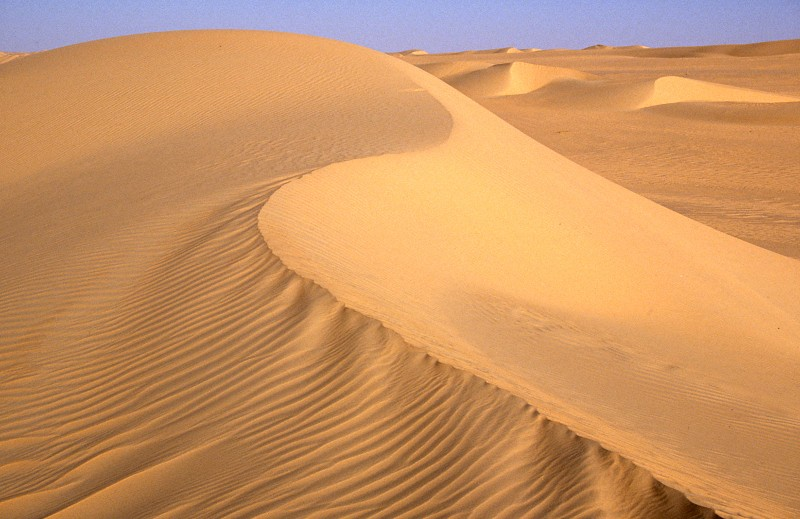
Піщаний ерг Білма на сході країни

Більша частина території Нігеру розташована в пустелі Сахара, східну частину країни займає піщана пустеля Тенере. У рельєфі виділяється плато висотою 200—500 м і останцеві масиви з висотами до 1900 м в центрі країни — плоскогір'я Аїр. Масив Аїр, що складений древніми кристалічними породами, прорваними вулканічними інтрузіями, поділяє країну на західну і східну частини. Його круті обривисті схили різко виділяються на фоні навколишнього плато. Аїр має загальний нахил на захід, де висоти досягають всього 700—800 м. Тут багато глибоких долин з сухими руслами річок (місцева назва «кору»), що епізодично наповнюються водою під час дощів. У центральній частині масиву середні висоти досягають 1300—1700 м. Тут розташовані найвищі точки країни — гори Тамгак (1988 м) і Ідукальн-Тагес (2022 м). На півночі Нігеру знаходяться плато Мангені і Джадо, розчленовані глибокими каньйонами. Середні висоти плато 800—900 м (найвища точка 1054 м на плато Мангені). У південних районах країни переважають вирівнені плато, складені пісковиками, пісками і суглинками з окремими виходами кристалічних порід. Середні висоти 200—500 м. Монотонність рельєфу порушують сильно розчленоване плато Адар-Дучі на південний-схід від Тахуа і живописні гранітні горби в околицях Зіндера.

## Клімат
Північ Нігеру лежить у тропічному кліматичному поясі, південь — у субекваторіальному. На півночі увесь рік панують тропічні повітряні маси. Спекотна посушлива погода з великими добовими амплітудами температури. Переважають східні пасатні вітри. На півдні влітку переважають екваторіальні повітряні маси, взимку — тропічні. Влітку вітри дмуть від, а взимку до екватора. Сезонні амплітуди температури повітря незначні, зимовий період не набагато прохолодніший за літній. Зволоження нестійке, влітку чітко простежується сухий сезон, часті посухи.

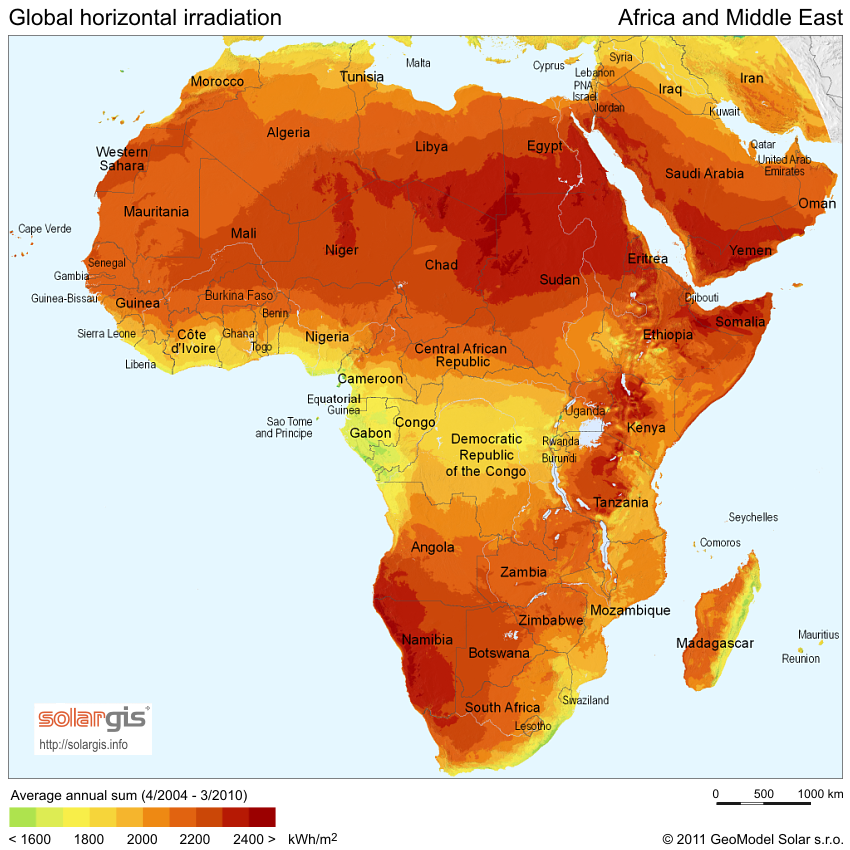
Сонячна радіація (англ.)
Кліматична карта Нігеру (за Кеппеном)

Нігер є членом Всесвітньої метеорологічної організації (WMO), в країні ведуться систематичні спостереження за погодою.

## Внутрішні води
Загальні запаси відновлюваних водних ресурсів (ґрунтові і поверхневі прісні води) становлять 33,65 км³.
Станом на 2012 рік в країні налічувалось 1 тис. км² зрошуваних земель.

Басейн безстічної області озера Чад
Басейн річки Нігер
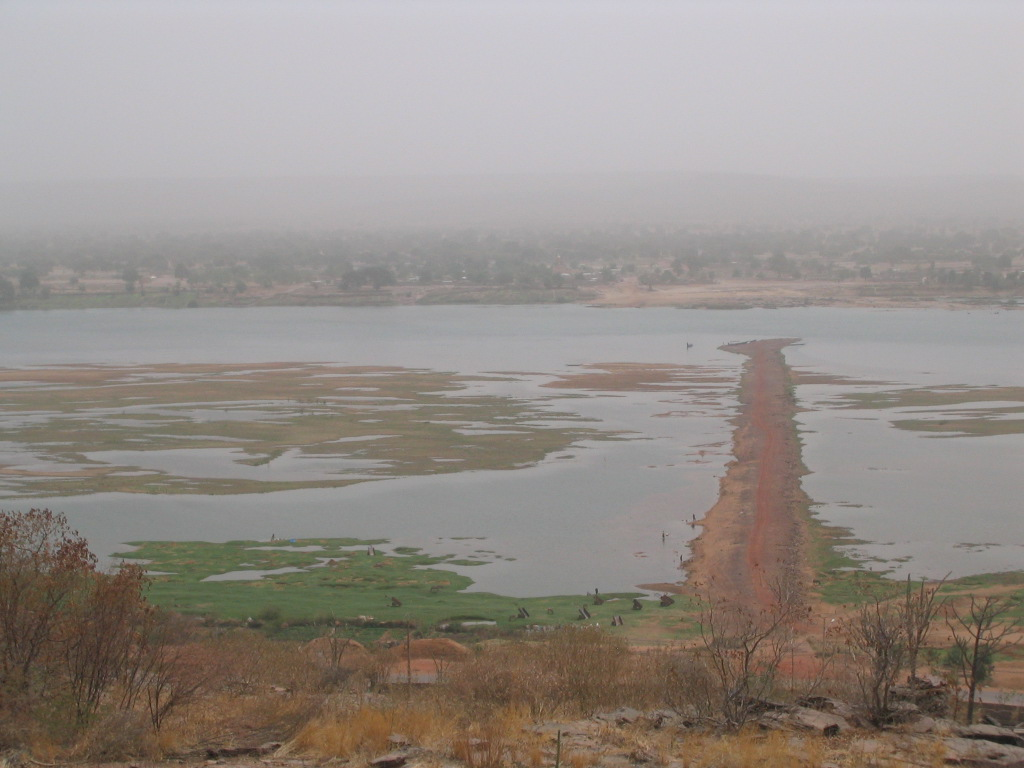
Нігер поблизу Колікоро
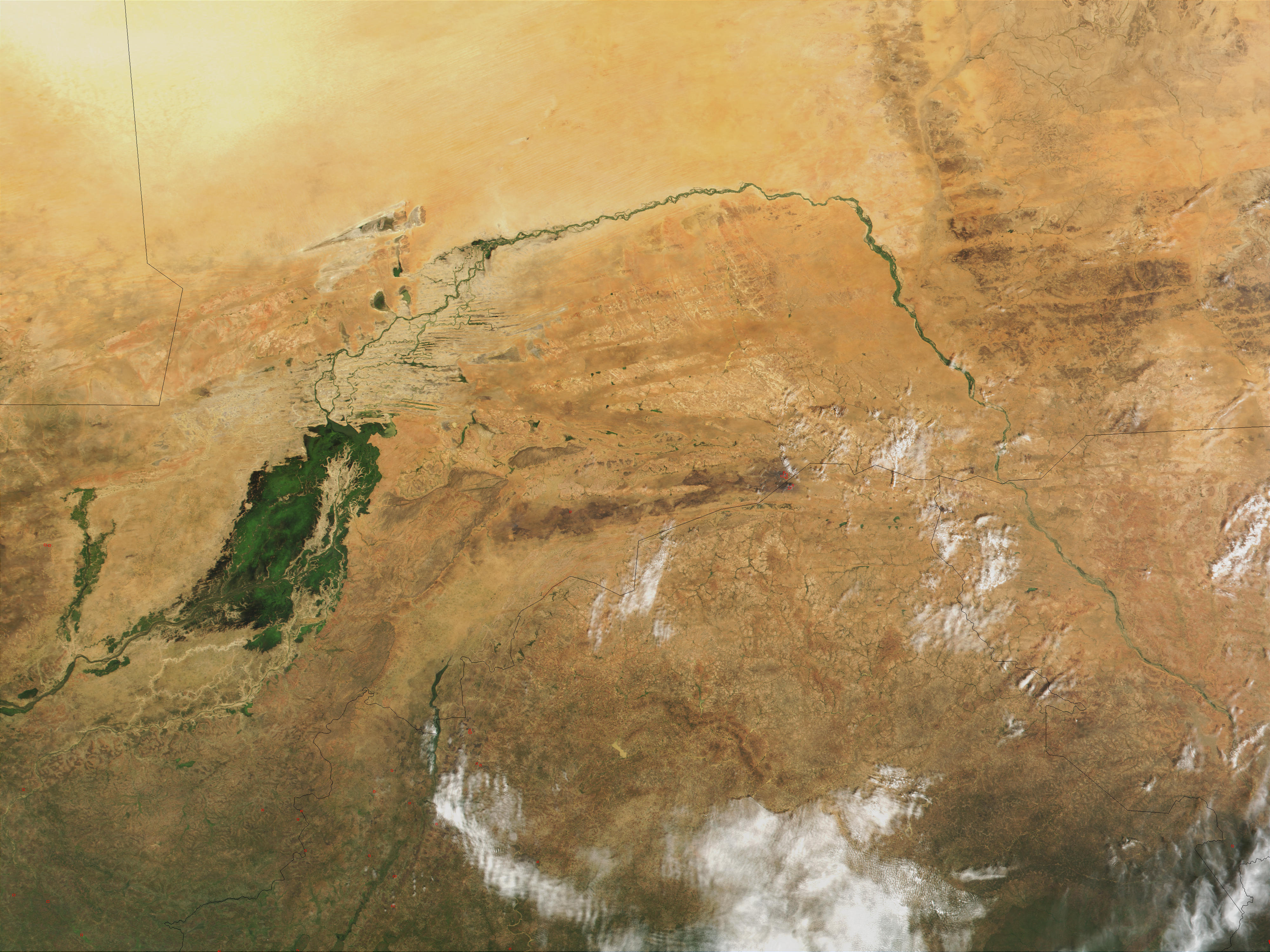
Нігер з супутника

### Річки
Річки країни належать басейну Нігеру, що несе свої води до Гвінейської затоки Атлантичного океану. Більша частина території країни належить до безстічних областей пустелі Сахара. Найбільша річка — Нігер. Вона отримує живлення за рахунок злив, дощів, що випадають у її верхів'ях. Долина Нігера — найважливіший сільськогосподарський район країни, в якому води річки широко використовуються для зрошування.

### Озера
Нігеру належить частина акваторії озера Чад, яке часто міняє контури берегів і рівень води. Глибини коливаються від 1 до 4 м в залежності від кількості опадів і об'єму річкового стоку. Озеро багате рибою, але його береги, сильно зарослі травами і чагарником, грузькі й важкодоступні.

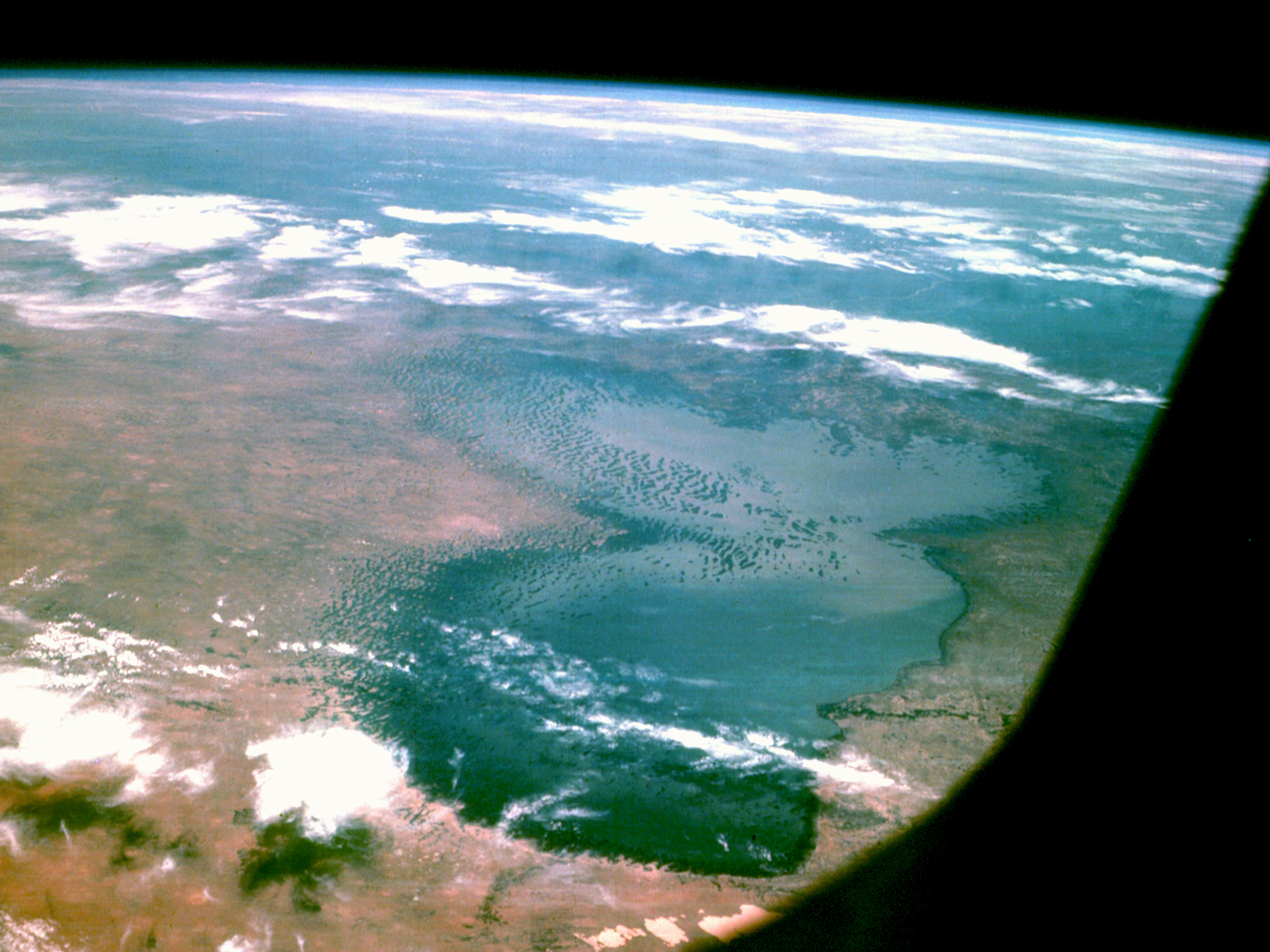
Озеро Чад з космосу, 1968 рік
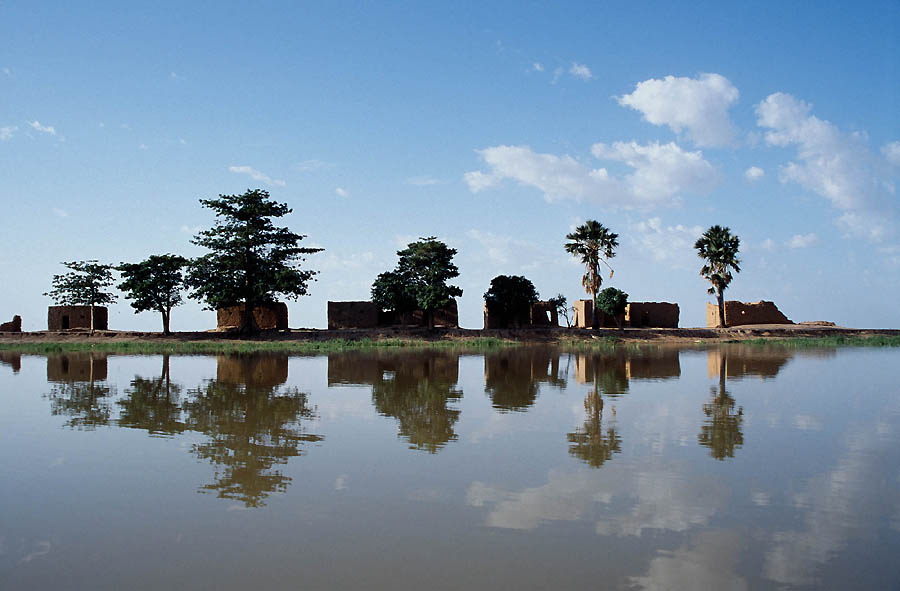
Поселення на озері Дебо
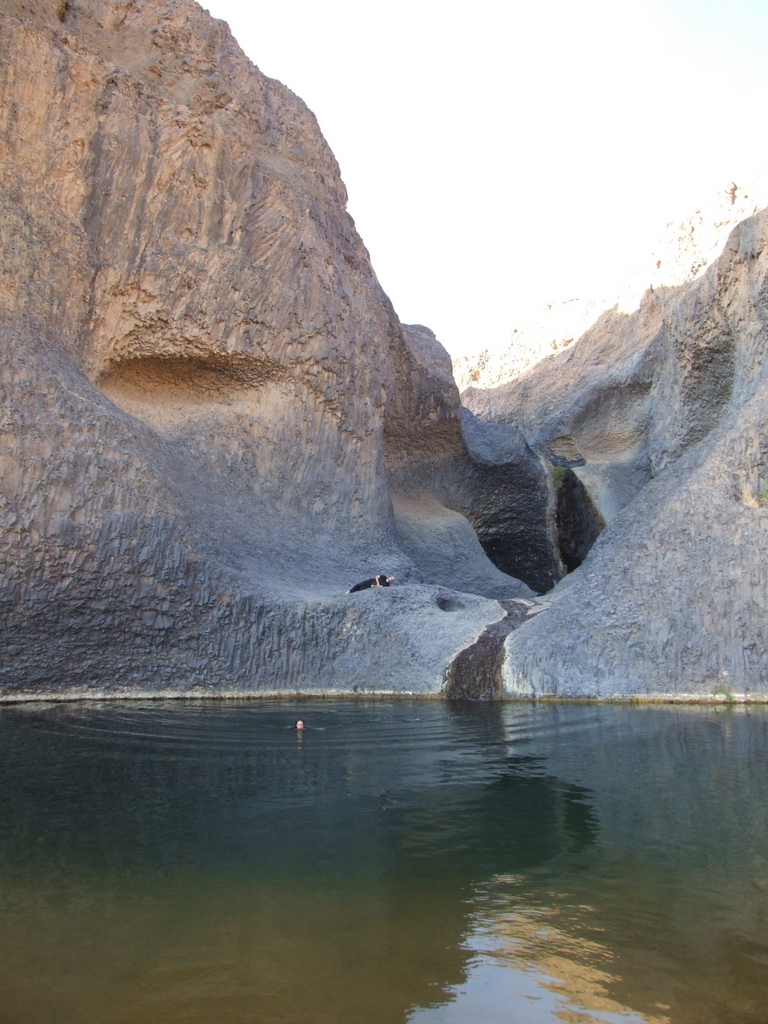
Водойма в оазі Тіміа, плато Аїр

## Ґрунти

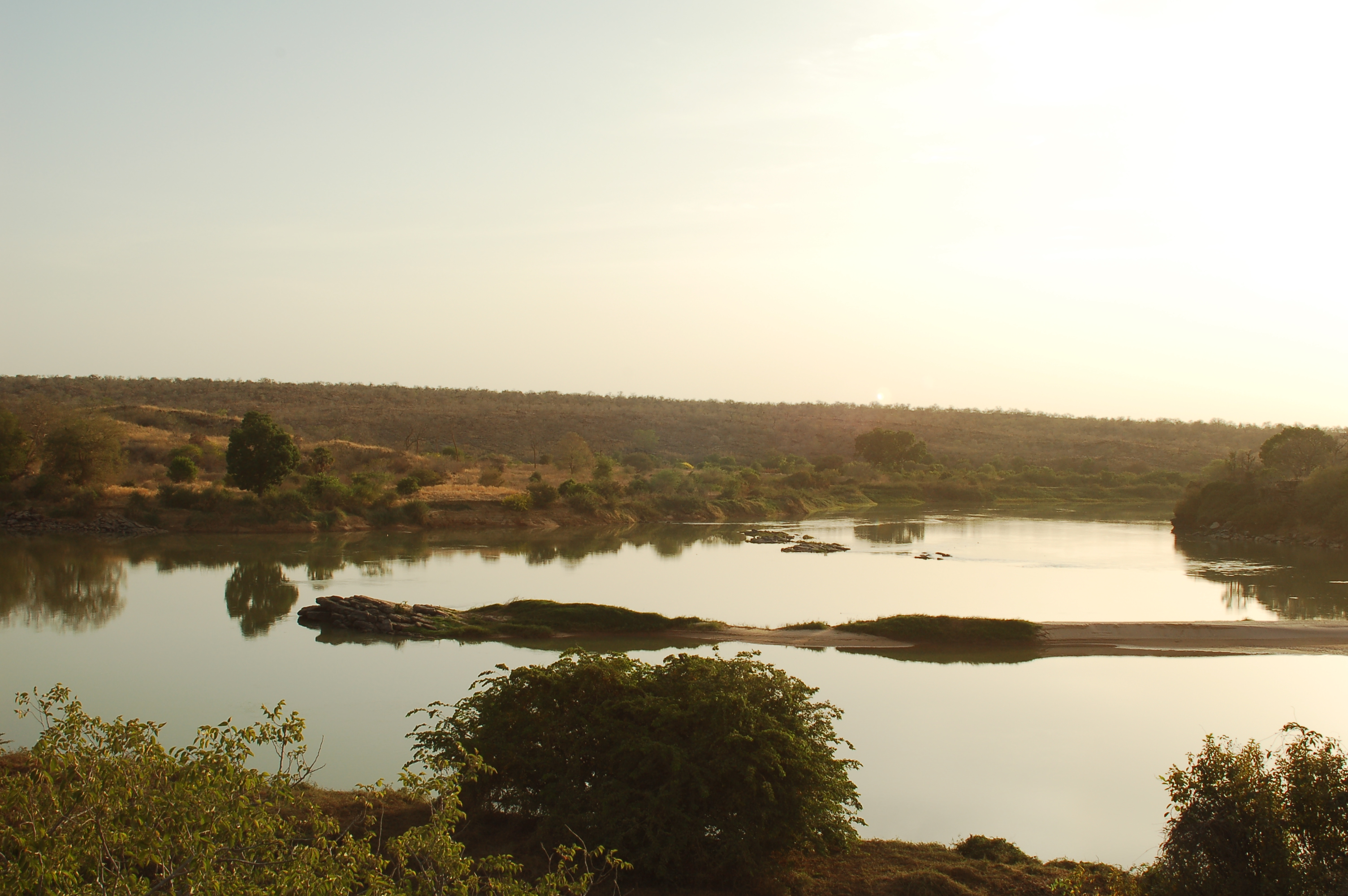
Родючі ґрунти півдня країни

## Рослинність
У зоні пустель знаходиться 3/4 території Нігера і лише 1/4 — в зоні саван. На півночі, в пустелі Тенере і на плато Аїр, Джадо і інш. лише після дощів з'являється яскравий килим трав'янистих рослин, який тримається декілька тижнів, а потім засихає. У оазах ростуть пальми.
Земельні ресурси Нігеру (оцінка 2011 року):
- придатні для сільськогосподарського обробітку землі — 35,1 %,
  - орні землі — 12,3 %,
  - багаторічні насадження — 0,1 %,
  - землі, що постійно використовуються під пасовища — 22,7 %;
- землі, зайняті лісами і чагарниками — 1 %;
- інше — 63,9 %[3].

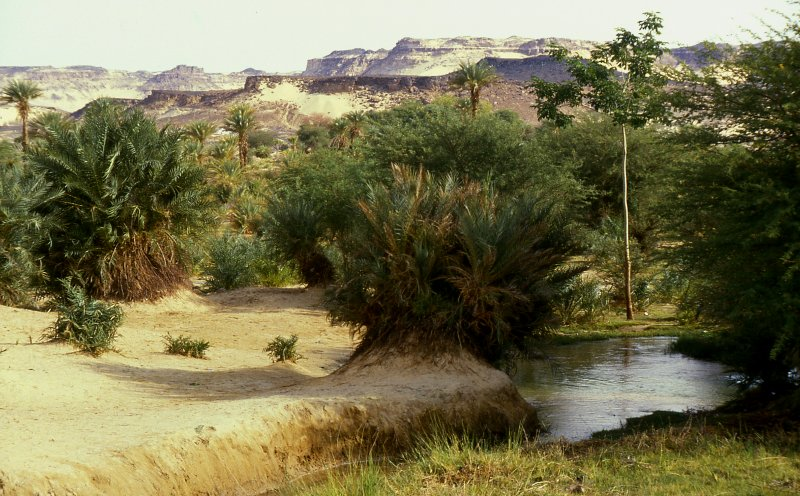
Рослинність оази Білма
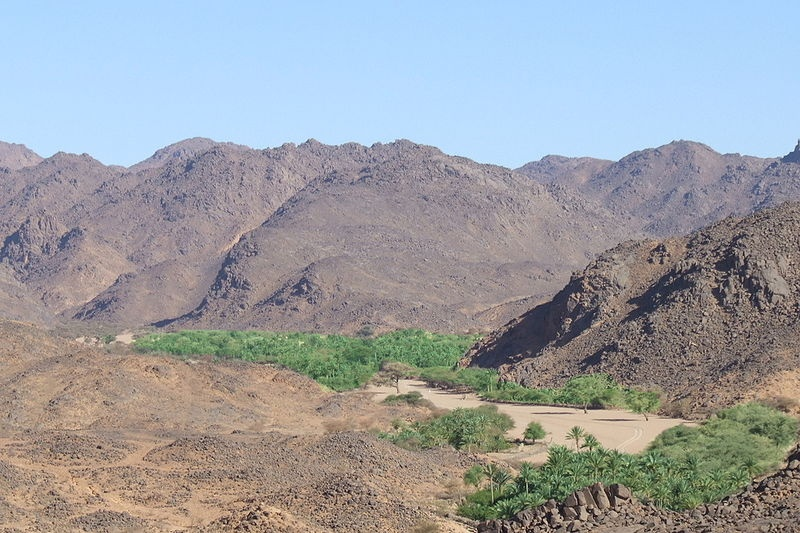
Рослинність оази Тіміа

## Тваринний світ
Зоогеографічно більша північна частина території країни належить до Сахаро-Аравійської провінції Середземноморської підобласті Голарктичної області, південні області в долині Нігеру — до Східноафриканської підобласті Ефіопської області.

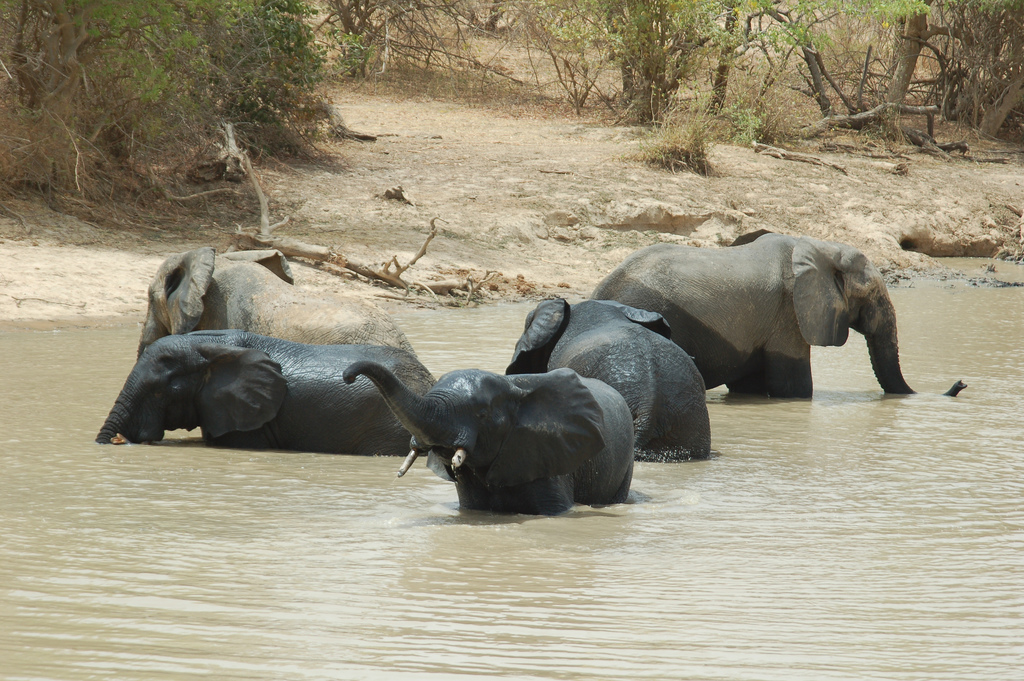
Африканські слони купаються
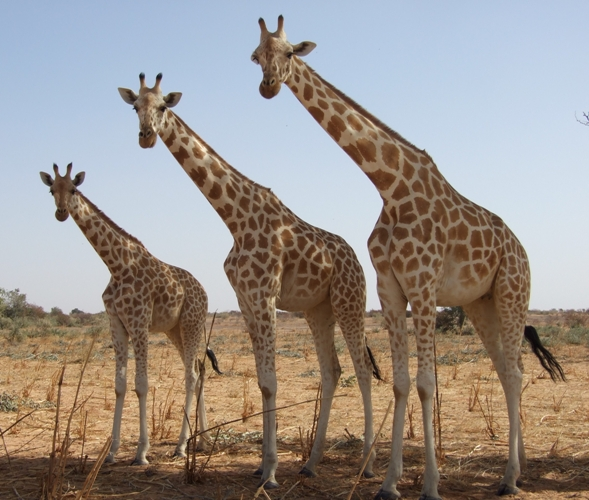
Західноафриканські жирафи
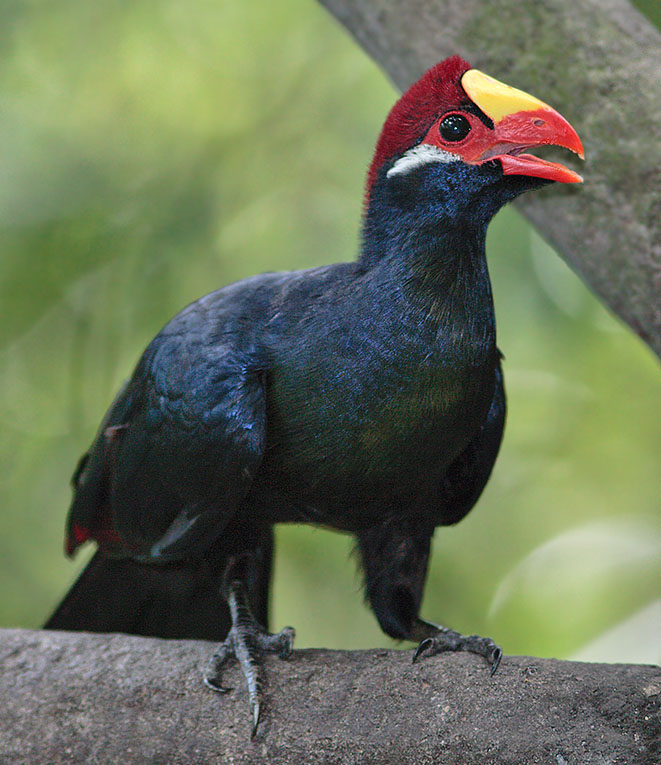
Фіолетовий турако

## Охорона природи
Нігер є учасником ряду міжнародних угод з охорони навколишнього середовища:
- Конвенції про біологічне різноманіття (CBD),
- Рамкової конвенції ООН про зміну клімату (UNFCCC),
- Кіотського протоколу до Рамкової конвенції,
- Конвенції ООН про боротьбу з опустелюванням (UNCCD),
- Конвенції про міжнародну торгівлю видами дикої фауни і флори, що перебувають під загрозою зникнення (CITES),
- Конвенції про заборону військового впливу на природне середовище (ENMOD),
- Базельської конвенції протидії транскордонному переміщенню небезпечних відходів,
- Монреальського протоколу з охорони озонового шару,
- Рамсарської конвенції із захисту водно-болотних угідь[12][3].

Урядом країни підписані, але не ратифіковані міжнародні угоди щодо: міжнародного морського права.

## Стихійні лиха та екологічні проблеми
На території країни спостерігаються небезпечні природні явища і стихійні лиха: сезонні посухи.
Серед екологічних проблем варто відзначити:
- перевипасання;
- ерозію ґрунтів;
- знеліснення;
- спустелювання;
- через браконьєрство і руйнування природних біотопів популяція великих африканських звірів (слон, жираф, бегемот, лев) під загрозою знищення.

## Фізико-географічне районування
У фізико-географічному відношенні територію Нігеру можна розділити на _ райони, що відрізняються один від одного рельєфом, кліматом, рослинним покривом: .

### Українською
- Атлас світу / голов. ред. І. С. Руденко ; зав. ред. В. В. Радченко ; відп. ред. О. В. Вакуленко. — К. : ДНВП «Картографія», 2005. — 336 с. — ISBN 9666315467.
- Атлас. 7 клас. Географія материків і океанів / Укладачі О. Я. Скуратович, Н. І. Чанцева. — К. : ДНВП «Картографія», 2014.
- Барановська О. В. Фізична географія материків і океанів : навч. посіб. для студентів ВНЗ : [у 2 ч.]. — Н. : Ніжинський державний університет ім. Миколи Гоголя, 2013. — 306 с. — ISBN 978-617-527-106-3.
- Бєлозоров С. Т. Африка : фізико-географічний нарис. — вид. 2-ге, перероб. і доп. — К. : Радянська школа, 1957. — 232 с.
- Бєлозоров С. Т. Географія материків. — К. : Вища школа, 1971. — 371 с.
- Нігер // Гірничий енциклопедичний словник : у 3 т. / за ред. В. С. Білецького. — Д. : Східний видавничий дім, 2004. — Т. 3. — 752 с. — ISBN 966-7804-78-X.
- Костів Л. Я. Фізична географія материків і океанів. Африка : навч.-метод. посібник. — Л. : Видавничий центр ЛНУ імені Івана Франка, 2017. — 184 с. — ISBN 978-617-10-0374-3.
- Панасенко Б. Д. Фізична географія материків : навч. посіб. : в 2 ч. — В. : ЕкоБізнесЦентр, 1999. — 200 с.

### Англійською
- (англ.) Graham Bateman. The Encyclopedia of World Geography. — Andromeda, 2002. — 288 с. — ISBN 1871869587.
- (англ.) Herrmann L., Stahr K. and Vennemann K. Atlas of Natural and Agronomic Resources of Niger and Benin. — Deutsche Forschungsgemeinschaft, University of Hohenheim.

### Російською
- (рос.) Авакян А. Б., Салтанкин В. П., Шарапов В. А. Водохранилища. — М. : Мысль, 1987. — 326 с. — (Природа мира)
- (рос.) Алисов Б. П., Берлин И. А., Михель В. М. Курс климатологии [в 3-х тт.] / под. ред. Е. С. Рубинштейна. — Л. : Гидрометиздат, 1954. — Т. 3. Климаты земного шара. — 320 с.
- (рос.) Апродов В. А. Вулканы. — М. : Мысль, 1982. — 368 с. — (Природа мира)
- (рос.) Апродов В. А. Зоны землетрясений. — М. : Мысль, 2010. — 462 с. — (Природа мира) — ISBN 978-5-244-01122-7.
- (рос.) Нигер // Африка: энциклопедический справочник [в 2-х тт.] / гл. ред. А. А. Громыко. — М. : Советская энциклопедия, 1986. — Т. 2. К—Я. — 671 с.
- (рос.) Бабаев А. Г., Зонн И. С., Дроздов Н. Н., Фрейкин З. Г. Пустыни. — М.  : Мысль, 1986. — 320 с. — (Природа мира)
- (рос.) Браун Л. Африка. — М. : Прогресс, 1976. — 288 с. — (Континенты, на которых мы живем)
- (рос.) Букштынов А. Д., Грошев Б. И., Крылов Г. В. Леса. — М. : Мысль, 1981. — 316 с. — (Природа мира)
- (рос.) Власова Т. В. Физическая география материков. С прилегающими частями океанов. Южная Америка, Африка, Австралия и Океания, Антарктида. — 4-е, перераб. — М. : Просвещение, 1986. — 269 с.
- (рос.) Гвоздецкий Н. А., Голубчиков Ю. Н. Горы. — М. : Мысль, 1987. — 400 с. — (Природа мира)
- (рос.) Гвоздецкий Н. А. Карст. — М. : Мысль, 1981. — 214 с. — (Природа мира)
- (рос.) Географический энциклопедический словарь: географические названия / под. ред. А. Ф. Трёшникова. — 2-е изд., доп. — М. : Советская энциклопедия, 1989. — 585 с. — ISBN 5-85270-057-6.
- (рос.) Исаченко А. Г., Шляпников А. А. Ландшафты. — М. : Мысль, 1989. — 504 с. — (Природа мира) — ISBN 5-244-00177-9.
- (рос.) Каплин П. А., Леонтьев О. К., Лукьянова С. А., Никифоров Л. Г. Берега. — М. : Мысль, 1991. — 480 с. — (Природа мира) — ISBN 5-244-00449-2.
- (рос.) Словарь современных географических названий / под общей редакцией акад. В. М. Котлякова. — Екатеринбург : У-Фактория, 2006.
- (рос.) Литвин В. М., Лымарев В. И. Острова. — М. : Мысль, 2010. — 288 с. — (Природа мира) — ISBN 978-5-244-01129-6.
- (рос.) Лобова Е. В., Хабаров А. В. Почвы. — М. : Мысль, 1983. — 304 с. — (Природа мира)
- (рос.) Максаковский В. П. Географическая картина мира. Книга I: Общая характеристика мира. — М. : Дрофа, 2008. — 495 с. — ISBN 978-5-358-05275-8.
- (рос.) Максаковский В. П. Географическая картина мира. Книга II: Региональная характеристика мира. — М. : Дрофа, 2009. — 480 с. — ISBN 978-5-358-06280-1.
- (рос.) Поспелов Е. М. Географические названия мира: Топонимический словарь. — М. : АСТ, 2005.
- (рос.) Страны Африки. Политико-экономический справочник / ред. В. Солодовников, В. Румянцев. — М. : Издательство политической литературы, 1969. — 318 с.
- (рос.) Физико-географический атлас мира. — М. : Академия наук СССР и Главное управление геодезии и картографии ГУГК СССР, 1964. — 298 с.
- (рос.) Энциклопедия стран мира / глав. ред. Н. А. Симония. — М. : НПО «Экономика» РАН, отделение общественных наук, 2004. — 1319 с. — ISBN 5-282-02318-0.